# Torrenueva Costa
Motril est une ville de la province de Grenade dans la communauté autonome d'Andalousie en Espagne. Elle est la capitale de la comarque Côte grenadine et la ville principale de la région côtière de celle-ci, la Costa tropical.

## Géographie

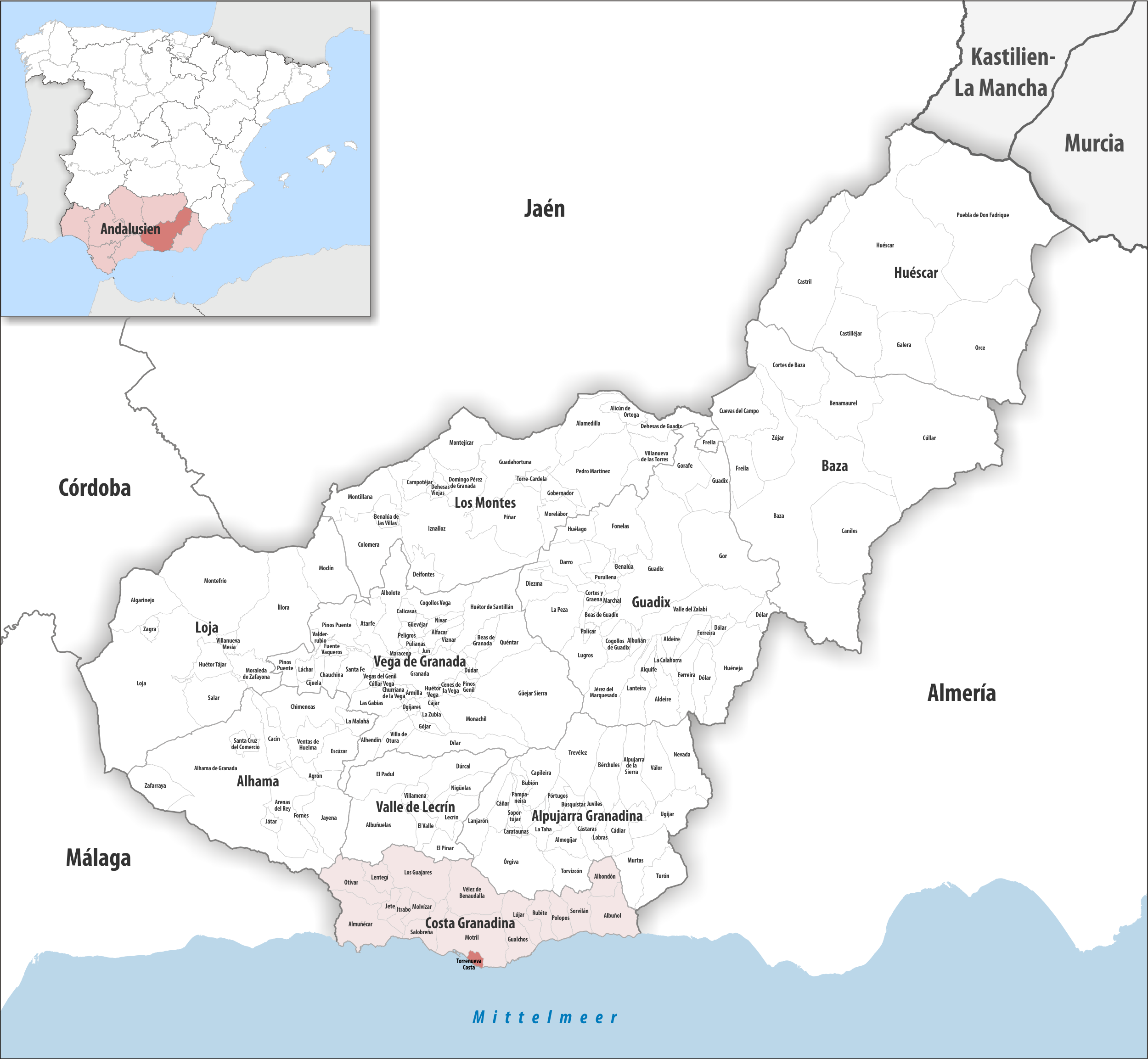
Torrenueva Costa dans la comarque Côte grenadine, province de Grenade / en Andalousie

### Localisation
La commune de Torrenueva Costa se trouve dans le sud de l'Espagne, dans la partie est de la province de Grenade et au sud de la comarque Côte grenadine (en espagnol Costa Granadina). Elle est sur la côte méditerranéenne, plus précisément sur la côte de la mer d'Alboran.
Grenade est à 69 km nord ;
Madrid à 484 km nord ;
Gibraltar à 241 km ouest-sud-ouest (distances par route).

### Commune voisine
Hormis pour son front de mer, Torrenueva Costa est enclavée dans la commune de Motril qui est donc la seule commune voisine.

## Histoire
Après avoir eu depuis 1987 le statut d'entité locale autonome (Entidades Locales Autónomas ou ELA), Torrenueva a été créée en tant que commune sous le nom de Torrenueva Costa ("Costa" rajouté à cause de la confusion avec une autre commune du même nom), en même temps que sept autres communes andalouses, le 2 octobre 2018.

## Culture

### Monuments
- Tour de vigie ou Torre Atalaya (XVIe siècle)[4]
- Passerelle suspendue de Jolúcar, ouverte au public en 2022[5],[6]
- Mirador Peñón de Jolúcar[7]
- Église Notre-Dame du Carmen[8]
- L'Aljibe, réserve d'eau souterraine devenue le sujet de son propre musée inauguré en 2021 ; puis changement de nom en 2023 : il devient « El Aljibe. Oasis Cultural Paco del Pino », en même temps qu'il s'ouvre à des expositions d'artistes divers[9]
- Plaza Paterna[10]
- Plaza Antonio Cortes,  un hommage aux marins[11]
- Mirador El Honduró[12]
- Plaza del Margarita[13]

### Plages
Torrenueva Costa a quelques plages dont - d'ouest en est - plage de de la Pelá, plage d'el Cañón, plage de Torrenueva (es) et une plage nudiste, la plage de la Joya (es),.

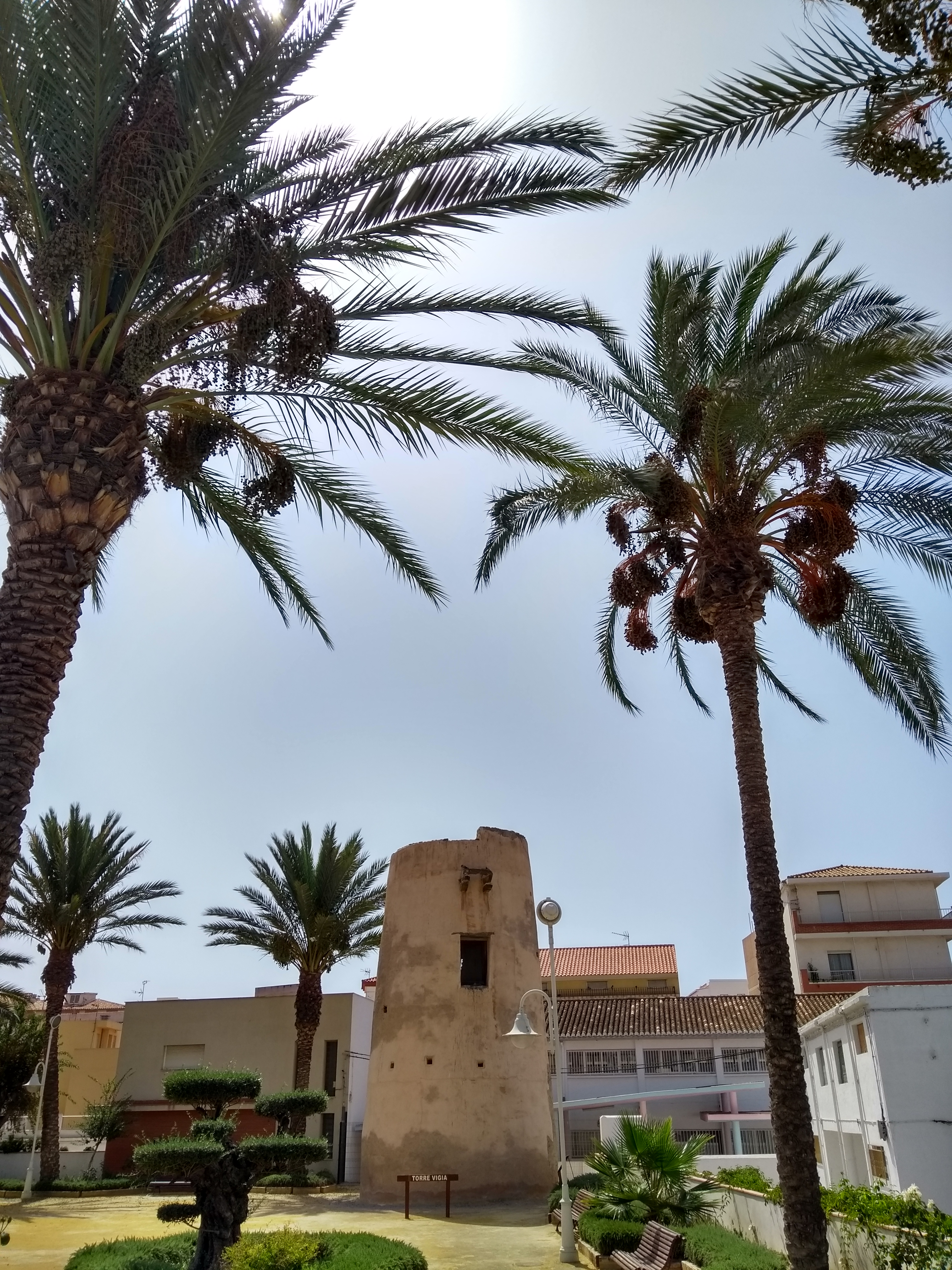
Tour de vigie ou Torre Atalaya
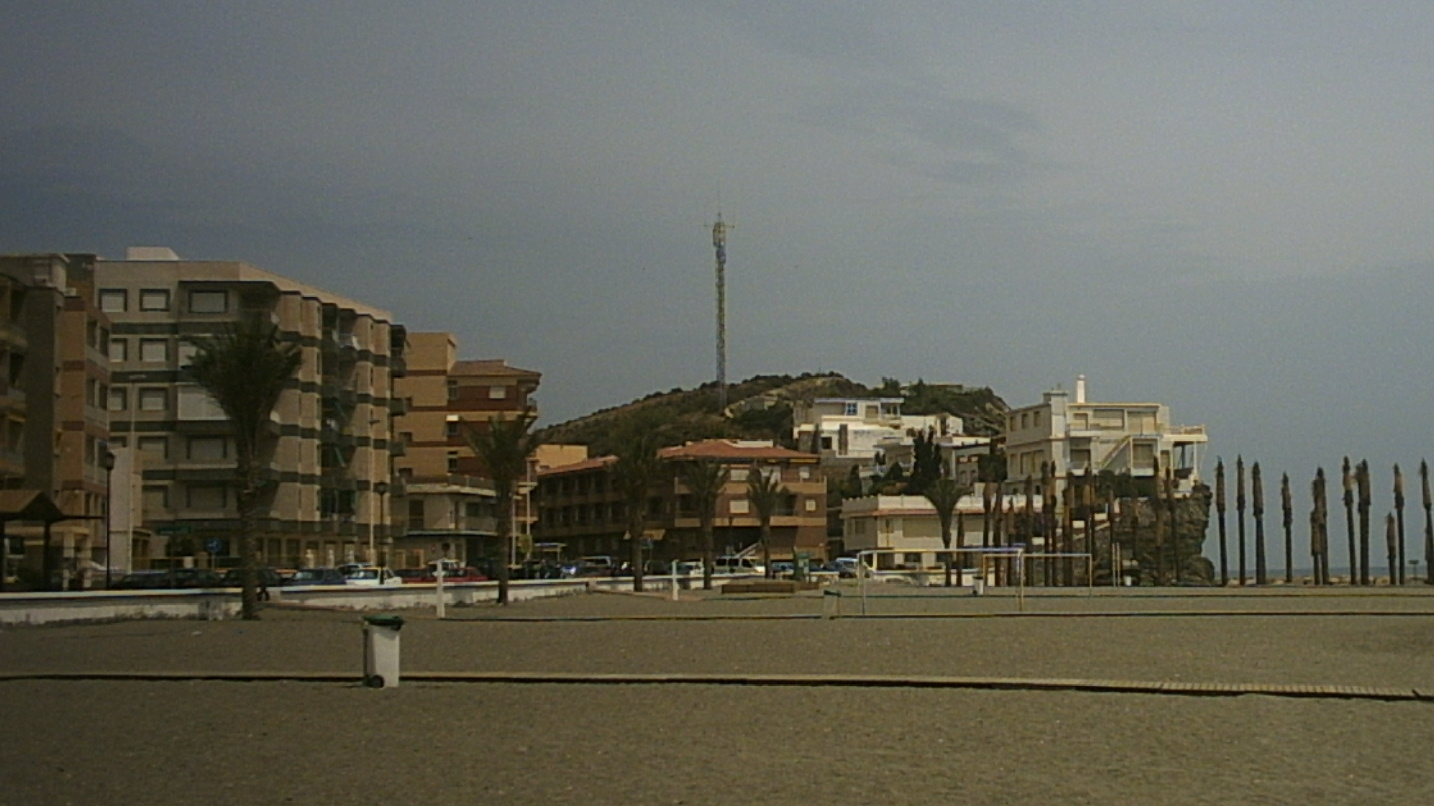
Mirador Peñón de Jolúcar derrière la plage de Torrenueva (es)
Plage de Torrenueva